# Гуйлінь-Лянцзян
Міжнародний аеропорт Гуйлінь-Лянцзян (IATA: KWL, ICAO: ZGKL) — міжнародний аеропорт, що обслуговує місто Гуйлінь в Гуансі-Чжуанському автономному районі Китаю. Він розташований у місті Лянцзян, приблизно за 28 км (17 миль) на південний захід від центру міста.
У вересні 1991 року Державна рада Китаю та Центральна військова комісія схвалили проєкт будівництва нового гуйлінського аеропорту вартістю 1,85 мільярда юанів на заміну старому аеропорту Гуйлінь-Ціфенлін як цивільного аеропорту Гуйліня. Будівництво почалося в липні 1993 року, а аеропорт Лянцзян був відкритий 1 жовтня 1996 року.